# Gnaphosa orites
Gnaphosa orites är en spindelart som beskrevs av Chamberlin 1922. Gnaphosa orites ingår i släktet Gnaphosa och familjen plattbuksspindlar. Arten är reproducerande i Sverige. Inga underarter finns listade i Catalogue of Life.